# 里德嶺 (斯科特海岸)
76°57′S 160°23′E / 76.950°S 160.383°E
里德嶺（英語：Reid Ridge）是南極洲的山嶺，位於維多利亞地的斯科特海岸，處於劍橋冰川終點以西，以冰川學家命名，現時由南極條約體系管理。